# Labor Day

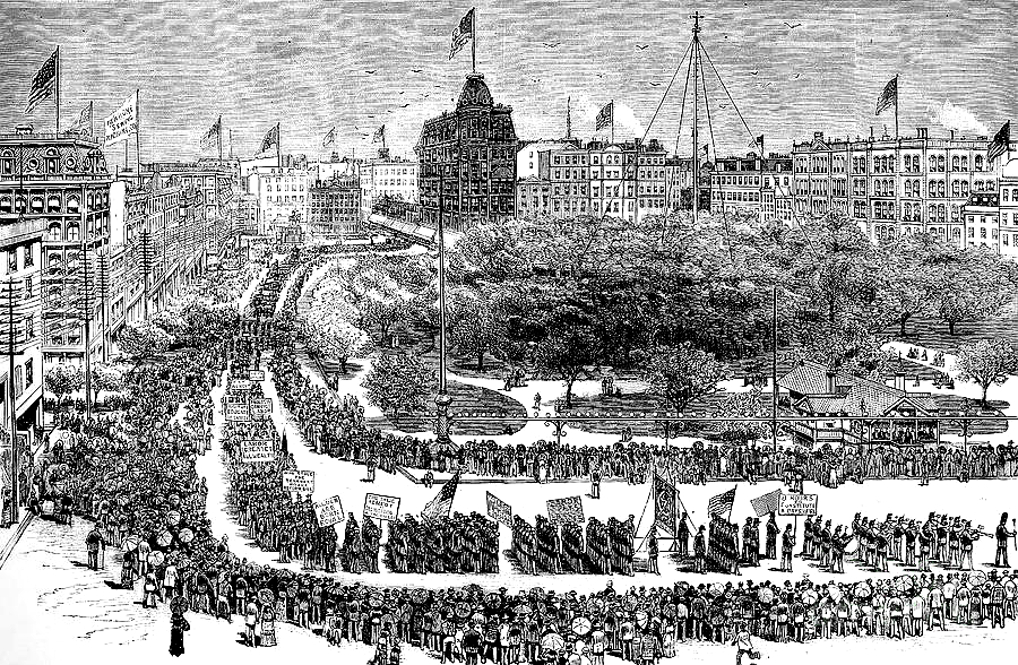
Labor Day Parade, Union Square, New York, 1882 (Lithographie)

Der Labor Day ist ein Gedenktag der Arbeiterbewegung. Seit 1894 wird er in den USA und in Kanada (hier als Labour Day) am 1. Montag im September als gesetzlicher Feiertag gefeiert.
Der Feiertag entspricht dem Tag der Arbeit am 1. Mai in vielen Ländern bzw. dem Labour Day in englischsprachigen Ländern. Im Vereinigten Königreich und in Irland ist der Labour Day am 1. Mai kein gesetzlicher Feiertag, in Australien und Neuseeland wird der Labour Day gesetzlich, aber zu anderen Terminen gefeiert.

## Geschichte
Die Wurzeln und die Idee des Labor Day gehen auf das Jahr 1882 in den Vereinigten Staaten von Amerika zurück und haben ihren Ursprung in der Achtstundentag-Bewegung der vorangegangenen Jahrzehnte. Auf Basis dieser Bewegung entstand unter anderem im Mai 1882 in der Central Labor Union, einer Loge der Knights of Labor, die Idee, ein „Monster Labor Festival“ zu organisieren, an dem jeder Arbeiter die Möglichkeit haben sollte, teilnehmen zu können. In den Geschichtsbüchern Amerikas wird die Entstehung und Urheberschaft des Labor Day unterschiedlich beschrieben (siehe Anmerkung unten). Einigen Quellen zufolge brachte die Central Labor Union einen Vorschlag zur Durchführung eines Demonstrations- und Feiertages für Arbeiter ins Gespräch. Sie gründete ein Komitee zur Organisation und Durchführung des Termins, verschickte im Juni 1882 20.000 Einladungskarten und führte die Demonstration mit anschließendem Picknick am 5. September 1882 in New York City durch, dem in diesem Jahr ersten Montag im September. Seitdem ist dieser Termin als Labor Day gesetzt. Die Angabe der Zahl der an dem Demonstrationszug Beteiligten schwankt zwischen mindestens 10.000 bis zu 30.000. Bei dem anschließenden volksfestartigen Picknick im Elm Park sollen es nahezu 50.000 Menschen gewesen sein.
1889 wurde auf dem International Socialist Congress in Paris beschlossen, den Arbeitertag auf der gesamten Welt am 1. Mai stattfinden zu lassen, in Gedenken an die als Haymarket Riot bekannt gewordenen Ausschreitungen. Infolge wurde der 1. Mai in den meisten Ländern der Welt, vor allem in sozialistischen Staaten, zum Tag der Arbeit erklärt.

## Labour Day (Tabelle)
| Land                   | Labour Day heute am | erstmals am       | gesetzlich erstmals am                                                                                   | Ref.   |
| ---------------------- | --- | ----------------- | --- | ------ |
| Vereinigtes Königreich | 1. Mai | 1880er            | – kein gesetzlicher Feiertag –                                                                           | [ 8 ]  |
| Irland                 | 1. Mai |                   | – kein gesetzlicher Feiertag –                                                                           |        |
| Vereinigte Staaten     | 1. Montag im September Labor Day | 5. September 1882 | 3. September 1894 nach dem Beschluss des Congress vom 28. Juni 1894                                      | [ 9 ]  |
| Kanada                 | 1. Montag im September | 15. April 1872    | 23. Juli 1894                                                                                            | [ 10 ] |
| Australien             | 6. Oktober (Capital Territory) 6. Oktober (New South Wales) 1. Montag im Mai (Northern Territory) – May Day genannt 1. Montag im Mai (Queensland) 6. Oktober (South Australia) 10. März (Tasmanien) – Eight Hours Day genannt 10. März (Victoria) 3. März (Western Australia) | 12. Mai 1856      | 18. April 1879 Eight Hour Day und 1934 in Labour Day umbenannt                                           | [ 11 ] |
| Neuseeland             | 4. Montag im Oktober | 28. Oktober 1890  | 2. Mittwoch im Oktober 1900 nach dem Beschluss des Labour Day Act of 1899 1910 auf den 4. Montag verlegt | [ 12 ] |
| Pakistan               | 1. Mai |                   | |        |

## Labour Day (länderspezifisch)

### Vereinigtes Königreich
Auch wenn die Arbeiterbewegung ihren Ursprung zu Zeiten der Industriellen Revolution in England hatte und Karl Marx mit Friedrich Engels das Kommunistische Manifest in London verfasst hat, scheint ein Labour Day nach amerikanischem oder deutschem Vorbild nach wie vor in der politischen Öffentlichkeit nicht durchsetzungsfähig zu sein. Der 1. Mai ist bis heute im Vereinigten Königreich kein gesetzlicher Feiertag.
Der Tag der Arbeit wird unter anderem in London seit Mitte der 1880ern mit Demonstrationszügen zelebriert. Von der Regierung und den Medien weitgehend ignoriert, versucht die Gewerkschaftsbewegung seit den 1970ern kontinuierlich – aber bisher erfolglos – den 1. Mai für die Beschäftigten als Feiertag durchzusetzen. Um den Druck aus der Bewegung zu nehmen, gab die Regierung nach der Einräumung eines ersten Feiertages 1978 mit einem weiteren Bank Holiday (am ersten Montag im Mai in England, Wales und Nordirland und am letzten Montag im Mai in Schottland) nach, so dass im Vereinigten Königreich nunmehr der erste und der letzte Montag im Mai für die Beschäftigten arbeitsfrei sind. Beide Feiertage (Early May Bank Holiday und Spring Bank Holiday) haben aber inhaltlich nichts mit dem Labour Day gemein.
Der 1. Mai wird ferner sowohl im Vereinigten Königreich als auch in Irland als May Day teilweise mit traditionellen Festen (Beltane-Fest), Riten und Tänzen (Morris Dance) gefeiert.

### Irland
Irland hat bis heute ebenfalls keinen gesetzlich verankerten Feiertag zum Tag der Arbeit. Auch die irische Regierung führte einen zusätzlichen Feiertag jeweils am ersten Montag im Mai mit der Regulation zum Holidays (Employees) Act, 1973 im Jahr 1993 ein. Wie auch im Vereinigten Königreich sollte der zusätzliche Feiertag der Bewegung, zum 1. Mai einen Arbeiterfeiertag einzurichten, die Kraft nehmen.

### Vereinigte Staaten von Amerika
Der Labor Day in den USA, der immer am ersten Montag im September gefeiert wird, ist seit 1894 ein gesetzlicher Feiertag und wird auf die Achtstundentag-Kampagnen der amerikanischen Arbeiterbewegung zurückgeführt. Die im Jahr 1869 gegründete Knights of Labor, die ab 1879 unter Terence Vincent Powderly zur damals größten nationalen Gewerkschaftsorganisation aufstieg, übernahm ab 1884 die Kampagne und Wortführerschaft in dem jahrzehntelangen Kampf um die Einführung des Achtstundentages. Auf Basis dieser langjährigen Bewegung entstand dann 1882 die erste eindrucksvolle Labor-Day-Demonstration der Arbeiterbewegung (siehe oben).
Für die meisten US-Amerikaner und Kanadier bedeutet der Labor Day zugleich das Ende des Sommers und der Reisesaison. Strände und Ausflugsziele sind noch einmal überfüllt mit Menschen, die das letzte lange Sommerwochenende genießen wollen.

### Kanada
In Kanada wird die Tradition des Labour Day dem 15. April 1872 zugeordnet, wo in Toronto einige 10.000 Arbeiter unter dem Titel „Workingman’s Demonstration“ für die Abschaffung eines Gesetzes demonstrierten, welches die Gewerkschaften als konspirative Vereinigungen kriminalisierte.
Am 23. Juli 1894 wurde der Labour Day von der kanadischen Regierung per Gesetz zum nationalen Feiertag erhoben und wie in den USA auf den ersten Montag im September festgelegt.

### Australien
Die Ursprünge des Labour Day werden in Australien gerne auf die ersten erfolgreichen Demonstrationen zum Achtstundentag 1855 in Sydney und 1856 in Melbourne zurückgeführt. Die erste Labour-Day-Demonstration, die Australien gerne für sich reklamiert, fand am 16. März 1861 in Brisbane in Queensland mit ein paar Handvoll Bauarbeitern, die zuvor den Achtstundentag erfolgreich durchgesetzt hatten, statt. 1889 schlug der Versuch fehl, den Labour Day vom März auf den vom International Socialist Congress in Paris vorgeschlagenen 1. Mai zu legen. 1893 schließlich wurde der Labour Day mit der Achtstundentagdemonstration zusammen auf den 1. Montag im Mai gelegt. Die einzelnen Bundesländer Australiens konnten sich untereinander nicht einigen, so dass heute noch der Labour Day an recht unterschiedlichen Tagen in Australien zelebriert wird.

### Neuseeland
In Neuseeland wurde 1840 durch Samuel Duncan Parnell (1810–1890) eine Achtstundentag-Bewegung initiiert, die 50 Jahre später 1890 zum Jubiläumsmarsch und zum ersten gesetzlich abgesicherten Labour Day führte. Ein Jahr zuvor 1899 wurde mit dem Labour Day Act of 1899 die gesetzliche Grundlage dafür geschaffen. Doch die ersten Demonstrationen unter dem Titel Labour Day wurden schon 9 Jahre zuvor im Oktober und November 1889 in den größeren Städten des gesamten Landes abgehalten.

## Anmerkung
Um die Frage, wer den Labour Day erfunden hat und sich damit das historische Verdienst zuordnen kann, gibt es unterschiedliche Sichtweisen. Verwirrend wird die Sachlage zudem dadurch, dass die beiden Akteure, denen das Verdienst von den jeweiligen Seiten zugeordnet wird, mit McGuire und Maguire eine Namensähnlichkeit aufweisen.
Peter J. McGuire (1852–1906) wird  von der American Federation of Labor als Vater und Erfinder des Labor Day genannt. Auch die Library of Congress vertritt diese Ansicht, wogegen mittlerweile nicht wenige Quellen, wie u. a. das U.S. Department of Labor, zumindest den Widerspruch in den historischen Darstellungen widerspiegeln. Peter J. McGuire war neueren Quellen zufolge lediglich Redner am ersten Labor Day am 5. September 1882, proklamierte aber 1897 die Urheberschaft öffentlich für sich, wogegen Matthew Maguire als Sekretär der Central Labor Union of New York der Urheber und Organisator des ersten Labor Day gewesen sein soll.
Ebenso gehen die Zuordnungen, wer für welche Gewerkschaft für dieses Ereignis tätig war, durcheinander. Laut einigen Quellen organisierte die Central Labor Union den ersten Labor Day. In anderen Quellen wird die Central Labor Union teils den Knights of Labor zugeordnet, teils der American Federation of Labor. Beide Organisationen standen in Konkurrenz zueinander.